# Hermann Wolff (botaniker)
Karl Friedrich August Hermann Wolff , född 22 juni 1866 i Braunlage, Tyskland, död 21 april 1929 i Berlin, var en tysk mykolog och botaniker. Han genomförde flera forskningsexpeditioner, särskilt till Sydamerika.
Auktorsnamnet H.Wolff kan användas för Hermann Wolff i samband med ett vetenskapligt namn inom botaniken; se Wikipediaartiklar som länkar till auktorsnamnet.